# غالانغ (جزيرة)

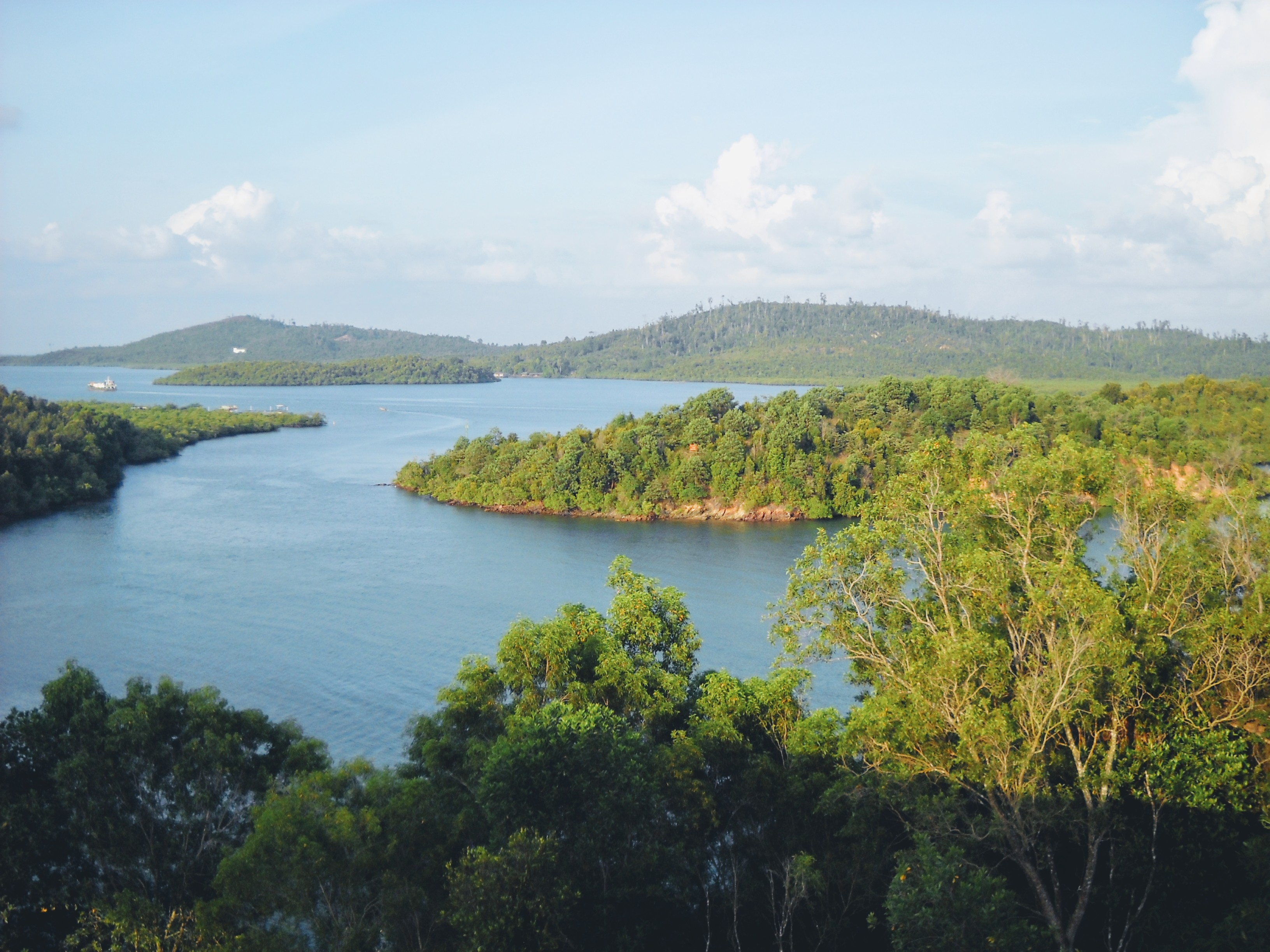

جزيرة غالانغ تقع في مقاطعة جزر رياو في إندونيسيا، وتشتهر كونها منطقة تجارة حرة كجزء من مثلث تنمية سجوري ، وتقع على مسافة 350 ميلاً (560 كيلومترا) جنوب شرق جزيرة باتام . مساحة الجزيرة تبلغ 80 كم ² .
وهي جزء من مجموعة من الجزر الثلاث التي تسمى باريلانغ (اختصاراً لباتام - ريمبانغ - غالانغ). والجزيرة تقع ضمن أرخبيل رياو في إندونيسيا، وتقع غالانغ إلى الجنوب من باتام ومباشرة جنوب ريمبانغ وهذه المجموعة هي نفسها تقع إلى الجنوب مباشرة من سنغافورة وجوهور. أقرب مدينة لغالانغ هي تانجونج بينانج على جزيرة بينتان، ومن الممكن الوصل إليها خلال 30 دقيقة بالقارب.
الجزيرة تتصل بريمبانغ وباتام بواسطة جسور باريلانغ.
كان لUNHCR مكتباً لمتابعة مخيم غالانغ للاجئين خلال الفترة 1979-1996 حيث تم ضم الكثير من اللاجئين الفيتناميين وطالبي اللجوء حيث يتم تحديد وضع اللاجئين وتوطينهم لاحقا في الولايات المتحدة وأستراليا وبعض الدول الأوروبية. ويعود الكثير من الفيتناميين لزيارة غالانغ من بلدانهم التي تم توطينهم فيها .
هناك أيضا جزيرة صغيرة جنوب غالانغ بمسافة 180 ميلاً تسمى غالانغ الجديدة (أو غالانغ بارو) ومساحتها 32 كم2 .
وتقوم هيئة باتام للتنمية الصناعية (بيدا-BIDA) بإدارة جزيرة غالانغ. ومنطقة بيدا (BIDA) تضم جزيرة ريمبانغ وجزيرة غالانغ إضافة للعديد من الجزر الصغيرة المجاورة.
قامت بيدا (BIDA) ببناء 6 جسور التي تم افتتاحها في 25 يناير 1998 والتي تربط بين جزيرة باتام وجزيرة تونتون وجزيرة نيباه وجزيرة سيتوكو وجزيرة ريمبانغ وجزيرة غالانغ وغالانغ الجديدة من أجل تطوير جميع هذه الجزر.

## وصلات خارجية
موقع Bida